# Варламов, Семён Александрович
Семён Алекса́ндрович Варла́мов (род. 27 апреля 1988, Куйбышев) — российский хоккеист, вратарь клуба НХЛ «Нью-Йорк Айлендерс» и сборной России. Чемпион мира 2012 года, заслуженный мастер спорта России (2012).

## Биография
Родился в Куйбышеве, где начал играть в хоккей при спортшколе ЦСК ВВС. В 11 лет переехал в Ярославль, где в местной команде стал доминирующим вратарём в группе для хоккеистов 1988 года рождения. В течение сезона 2004/05 дебютировал в фарм-клубе команды «Локомотив» — «Локомотив-2», играя сменщиком Ивана Касутина в первой лиге. Летом 2005 года Касутин был отдан в аренду «Дизелю», после чего Варламов стал основным вратарём «Локомотива-2» на сезон 2005/2006. С сезона 2006/2007 стал игроком основного состава «Локомотива». В 2008 году помог «Локомотиву» выйти в финал плей-офф Суперлиги, где команда в серии из пяти матчей таки уступила «Салавату Юлаеву» 2-3.
Старшая сестра Юлия — работник в самарском ледовом Дворце спорта, исполняющий обязанности судьи-информатора на матчах ЦСК ВВС.

### Драфт и карьера в НХЛ

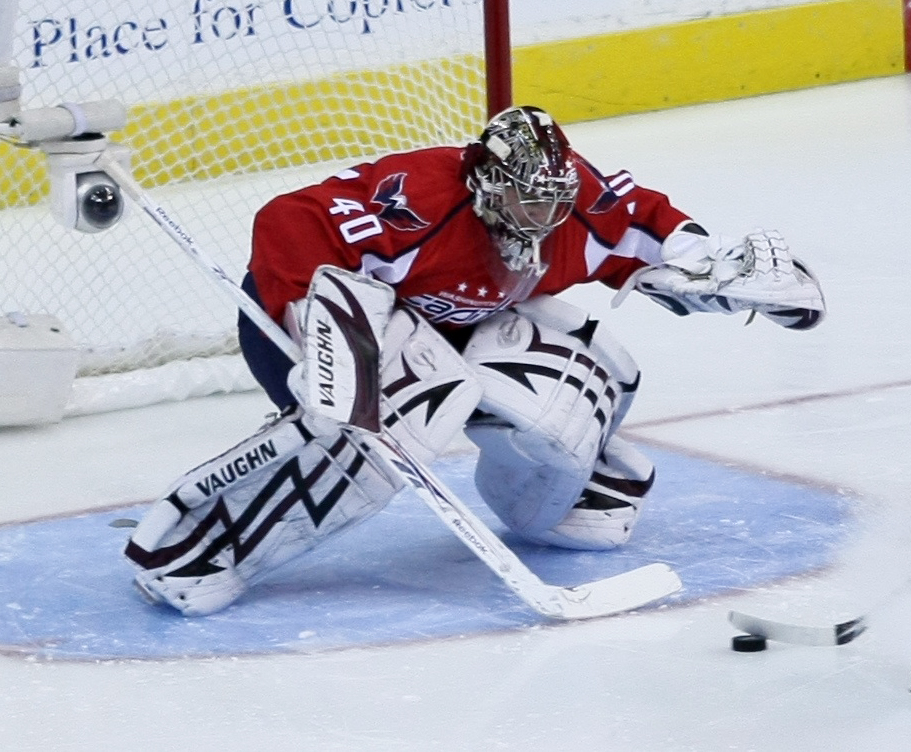
Варламов в плей-офф Кубка Стэнли 2009 года за «Вашингтон Кэпиталз»

Был выбран на драфте НХЛ 2006 года под общим номером 23 клубом «Вашингтон Кэпиталз», подписал трёхлетний контракт новичка 11 июля 2008 года. В преддверии сезона 2008/09 переехал в Северную Америку, где в тренировочном лагере «Вашингтона» продемонстрировал отличные данные.[какие?] Однако сезон начал в фарм-клубе «Вашингтона» — «Херши Беарс» из АХЛ. Свою первую игру в НХЛ Варламов провёл 13 декабря 2008 года против «Монреаль Канадиенс» (2:1), отразив 32 броска и став первой звездой матча. Варламов стал самым молодым российским вратарём, сыгравшим в НХЛ (20 лет и 230 дней). Его дебют на домашней арене «Вашингтона» состоялся пятью днями позже, 18 декабря 2008 года в игре против «Сент-Луиса» (4:2) Варламов отразил 29 бросков и был признан второй звездой матча. В дальнейшем довольно долго не привлекался к играм за «Вашингтон», продолжая играть в фарм-клубе. Только в феврале 2009 года Варламов снова был вызван в «Вашингтон», где занял место сменщика Жозе Теодора — Брента Джонсона, получившего травму бедра. В качестве запасного вратаря Варламов сыграл до конца сезона 6 матчей, а также выдал хорошую концовку сезона в «Херши Беарс», где в 27 играх показал результат 19-7-1.
По ходу первого раунда плей-офф НХЛ 2008/2009 против «Нью-Йорк Рейнджерс» Варламов стал основным вратарём после того как, Жозе Теодор пропустил 4 шайбы в первом матче серии, проигранном «Вашингтоном» 3:4. Во втором матче Варламов вышел с первых минут и сохранил доверие тренера, несмотря на минимальное поражение «Вашингтона» (0:1). В двух из трёх последующих матчей серии он отстоял свои ворота на ноль, в третьем матче серии отбил 33 броска и стал первой звездой матча, в пятом матче серии отразил 20 бросков и стал третьей звездой. «Вашингтон» оба раза одержал победу со счётом 4:0. Во многом благодаря прекрасной игре российского вратаря были одержаны победы в шестом (5:3) и седьмом (2:1) матчах серии, Варламов был признан, соответственно, второй и первой звездой этих встреч, а «Вашингтон» победил в серии 4-3.
Во втором раунде плей-офф, при безобразной игре «Вашингтона» в обороне, во многом благодаря прекрасной игре Варламова серия против «Питтсбург Пингвинз» растянулась на семь матчей. В первых трёх Варламов признавался одной из звёзд матча (1-й матч — первая звезда, 2-й и 3-й — третья). Но, несмотря на это, стараний молодого голкипера и лидера «Кэпиталз» Александра Овечкина не хватило для победы в серии. «Вашингтон» проиграл — 3-4. Сэйв Варламова в первом матче серии с «Питтсбургом» 2 мая был назван одним из лучших в сезоне 2008/09.
1 июля 2011 года был обменян в «Колорадо Эвеланш» на пики в 1-м и 2-м раундах драфта 2012. 2 июля подписал с «Лавинами» трёхлетний контракт на сумму 8,5 млн долларов. В новом клубе получил 1-й номер.
Во время локаута в НХЛ в сезоне 2012/2013 вновь выступал за ярославский «Локомотив».

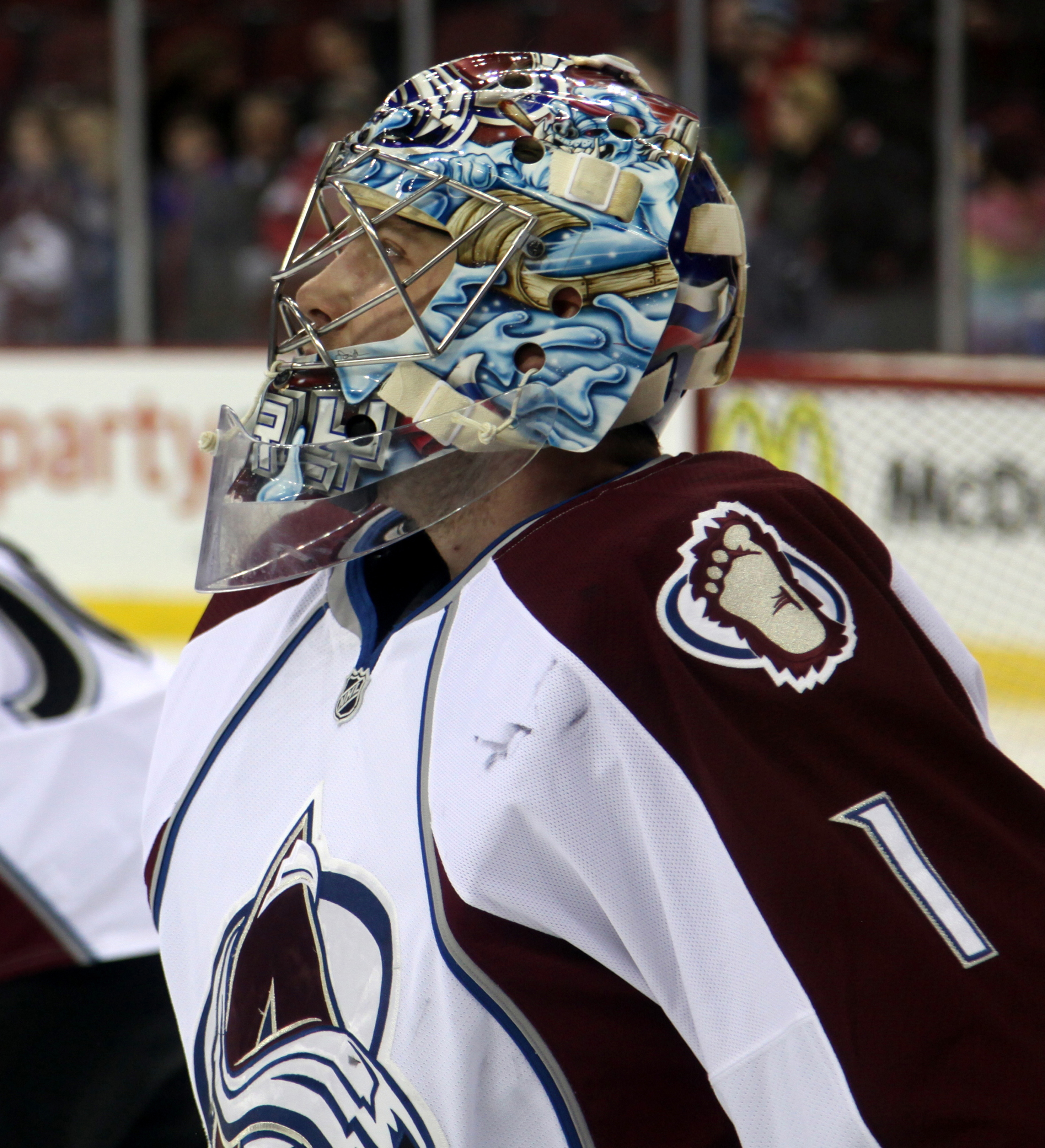
Варламов в форме «Колорадо Эвеланш» в 2014 году

По словам Варламова, он с детства был фанатом Патрика Руа, который с 2013 по 2016 годы являлся главным тренером «Колорадо».
В сезоне 2013/14 был номинирован на «Везина Трофи» и набрал 90 очков в голосовании, но стал вторым, уступив Туукке Раску, набравшему 108 очков. Также вошёл во вторую символическую сборную сезона.
30 января 2014 года продлил свой контракт с «Эвеланш» сроком на 5 лет и общую сумму 29,5 млн долларов.
1 июля 2019 года Варламов в качестве неограниченно свободного агента подписал четырёхлетний контракт с «Нью-Йорк Айлендерс» на общую сумму 20 млн долларов.
В 2020 году стал первым вратарём в истории «Айлендерс», который сыграл два подряд матча «на ноль» в плей-офф Кубка Стэнли. Варламов не пропустил ни одной шайбы в пятом матче первого раунда против своего бывшего клуба «Вашингтон Кэпиталз», а затем также сыграл «сухой матч» против «Филадельфии Флайерз» в первом матче серии второго раунда.
6 февраля 2021 года сыграл свой 500-й матч в НХЛ (победа 4:3 над «Питтсбургом»). Варламов стал четвёртым российским вратарём, сыгравшим 500 матчей в НХЛ.

## Инцидент осенью 2013 года
В конце октября 2013 года Семён Варламов добровольно сдался полиции Денвера, после того как был выписан ордер на его арест. Варламов подозревался в домашнем насилии и был помещен в окружную тюрьму Денвера, в одиночную камеру из-за своего статуса публичности. Инцидент произошёл 29 октября, пострадавшей являлась модель Евгения Вавринюк, с которой Варламов в тот момент встречался. Варламову было разрешено пользоваться мобильным телефоном, однако от комментариев для прессы он отказался. По сообщению полиции Денвера, ордер на арест был выдан по обвинению в «похищении второй степени 4-го класса, и в нападении третьей степени 1-го класса». Вскоре после суда Варламов был выпущен под залог в 5 тысяч долларов, ему было разрешено свободно перемещаться. Позже обвинение в похищении было снято. 20 декабря суд Денвера снял все обвинения против Варламова по инициативе прокуратуры. Спустя год после инцидента Евгения Вавринюк подала гражданский иск на сумму в один миллион долларов в качестве возмещения причинённого ей ущерба, однако при рассмотрении иска по существу в феврале 2016 года суд не признал выдвинутые претензии обоснованными, и в свою очередь присудил выплату в пользу Семёна Варламова в размере 126 тыс. долларов.